# Махан, Тибор
Тибор Ричард Махан (18 марта 1939 — 24 марта 2016) — американский философ венгерского происхождения, почётный профессор кафедры философии в Обернском университете. Махан заведовал кафедрой деловой этики и свободного предпринимательства имени Холлиса в Школе бизнеса и экономики (Университет Чепмена, Калифорния).
Махан был исследователем в Гуверовском институте при Стэнфордском университете, внештатным сотрудником Института Катона, работал также в Институте фон Мизеса. Махан — автор более сотни научных статей и более тридцати книг. Он отрицал разделение либертарианства на «правое» и «левое», сравнивая это с делением школы на «старшую» и «среднюю». Утверждал, что по своей природе либертарианство означает политическую свободу для каждой личности совершать любые желаемые поступки, если только они мирные и не агрессивные.
Являлся минархистом.

## Биография
Родился в Будапеште. Его отец нанял контрабандиста, чтобы вывезти сына из Венгрии, когда тому было 14 лет, и тремя годами позже Махан приехал в США. В 1965 году окончил колледж в Клермоне. Он получил степень магистра философии в Нью-Йоркском Университете (1965—1966) и степень Ph.D по философии в Калифорнийском Университете (1966—1971).
В 1970 году, вместе с Робертом Пулом и Мануэлем Клаузнером, он купил журнал Reason, который стал ведущим периодическим либертарианским изданием в США. Два года Махан работал редактором журанала Reason, и 25 лет редактировал Reason Papers, ежегодно выпускаемый журнал, посвящённый междисциплинарным нормативным исследованиям.
Был приглашённым профессором в Военной Академии США (1992—1993) и преподавал в университетах Калифорнии, Нью-Йорка, Швейцарии и Алабамы. Даёт лекции в Европе, ЮАР, Новой Зеландии, Венгрии, Чехии, Грузии, Армении и странах Латинской Америки на темы бизнес-этики и политической философии. Являлся советником нескольких фондов и «фабрик мысли».
Жил в Калифорнии. Был трижды женат, имеет двух дочерей и приёмного сына. В 2004 году издал книгу воспоминаний.

## Научная работа
Центральные темы работ Махана — этика и политическая философия, в особенности — теория естественного права. Он развил рассуждения Айн Рэнд об этике эгоизма, а также часто пишет о бизнес-этике, области, в которой он защищает неоаристотелевскую этическую позицию. Полностью его взгляд на этику изложен в труде Классический индивидуализм: Наивысшая ценность каждого человека (Routledge, 1998).
Махан имеет и труды по эпистемологии. Здесь он спорит с мыслью о том, что утверждение «знать, что P» сводится к окончательному, совершенному, вневременному и полному пониманию P. В качестве альтернативы Махан развивает подход Айн Рэнд к человеческому знанию (изложенный в книге Рэнд «Введение в эпистемологию объективизма»), приближаясь при этом к тому пониманию проблемы, которое можно встретить у Дж. Остина и Г. Хармана. Этому посвящена, например, книга Объективность (2004). Махан изучал философскую проблему свободы воли, придя к секулярному и натуралистическому, но не материалистическому пониманию человеческой инициативы.
Махан выступал против прав животных в своей работе «Имеют ли животные права?» (1991), а также в книге Люди прежде всего: почему именно мы — любимцы природы (2004), а также писал об этике обращения с животными в своей книге Люди прежде всего (2004). Он скептически относится к алармистским высказываниям о глобальном потеплении.
В 2011 году, по приглашению Либертарианской партии России принял участие в III Чтениях Адама Смита в Москве. Выступил с лекцией «Почему общественный договор противоречит свободе».

## Избранные труды
- The Promise of Liberty (Lexington, 2009)
- Libertarianism Defended (Ashgate, 2006)
- Classical Individualism (Routledge, 1998)
- Generosity; Virtue in the Civil Society (Cato Institute, 1998)
- Capitalism and Individualism: Reframing the Argument for the Free Society (St. Martin’s Publishing Co. & Harvester Wheatsheaf *Books, 1990)
- Individuals and Their Rights (Open Court, 1989)
- Human Rights and Human Liberties (Nelson-Hall, 1975)
- The Pseudo-Science of B.F. Skinner (Arlington House, 1973)
- The Libertarian Reader (Rowman & Littlefield, 1982)
- The Libertarian Alternative (Nelson-Hall, 1974)
- "Recent Work in Ethical Egoism, " American Philosophical Quarterly, Vol. 16, No. 1, 1979, pp. 1-15.